# Kajetan Władysław Rzepecki
Kajetan Władysław Rzepecki (ur. 3 stycznia 1800 we Lwowie, zm. 7 lutego 1892 w Poznaniu), uczestnik powstania listopadowego.
Służył w armii austriackiej, z której zbiegł w grudniu 1830, by przyłączyć się do powstania listopadowego. Służył w pułku czwartaków, dochodząc do stopnia podporucznika. Po upadku powstania pracował w Wielkopolsce jako leśnik i urzędnik gospodarczy. W czasie powstania wielkopolskiego w 1848 roku dowodził kompanią kosynierów w randze kapitana.
Z małżeństwa z Julią z Wolanowiczów miał m.in. syna Ludwika Władysława (1832–1894), publicystę, i córkę Anielę.
Autor pamiętników:
- Pamiętniki starego żołnierza, Poznań 1878
- W półwiekową rocznicę. Rok 1848. Opis wypadków w Berlinie i W. Księstwie Poznańskiem. Poznań 1898
- Pułk Czwarty 1830-1831 : szkic historyczny / według relacji ustnej i pamiętnikarskiej Kajetana Władysława Rzepeckiego, 1923